# Sven Axel Engdahl
Sven Axel Engdahl, född den 15 december 1874 i Stockholm, död där den 2 mars 1965, var en svensk militär.
Engdahl blev underlöjtnant vid Andra livgrenadjärregementet 1897. Han fick 1898 transport till Svea trängbataljon, där han blev löjtnant 1900. Engdahl övergick 1904 till Västmanlands trängkår vid dess upprättande och blev kapten vid sistnämnda kår 1911. Han befordrades till major och chef för Östgöta trängkår 1919. Engdahl blev överstelöjtnant 1926 och övergick vid kårens nedläggning 1927 till reserven. Han återinträdde tillfälligt i aktiv tjänst som chef för Svea trängkår 1928–1929. Engdahl befordrades till överste 1941. Han blev riddare av Svärdsorden 1918 och av Vasaorden 1935. Engdahl vilar på Norra begravningsplatsen utanför Stockholm.